# Choe Ryong-hae
Choe Ryong-hae (în coreeană 최룡해; n. 15 ianuarie 1950, Sinchon County⁠(d), Hwanghae⁠(d), Coreea de Sud) este un politician și ofițer militar nord-coreean care ocupă în prezent funcția de președinte al Comitetului Permanent al Adunării Populare Supreme și prim-vicepreședinte al Comisiei pentru Afaceri de Stat, deținând ambele poziții din aprilie 2019.
Este, de asemenea, membru al Prezidiului Biroului Politic și vicepreședinte al Partidului Muncitorilor din Coreea (WPK). A fost, de asemenea, al doilea la comanda forțelor armate sub conducerea liderului suprem Kim Jong Un, fiind în prezent al treilea oficial ca rang în Coreea de Nord, după Kim Jong Un și premierul Pak Thae-song.

## Biografie
Choe Ryong-hae s-a născut în comitatul Sinchon⁠(d), provincia Hwanghae de Sud, la 15 ianuarie 1950, fiind fiul lui Choe Hyon, care a luptat ca partizan în cadrul Armatei Unite Antijaponeze din Nord-Est alături de Kim Ir-sen și ulterior a ocupat funcția de ministru al apărării al Coreei de Nord. Astfel, Choe este considerat un revoluționar de a doua generație provenit dintr-un mediu privilegiat. A intrat în Armata Populară Coreeană (KPA) în 1967 și a absolvit Universitatea Kim Il Sung ca expert în politică și economie.

## Carieră
Cariera politică a lui Choe a început în anii 1970, când a lucrat ca instructor politic din partea Partidului Muncitorilor din Coreea (WPK) la Universitatea Kim Il Sung. În anii 1980, a fost un membru important al Ligii Tineretului Muncitoresc Socialist din Coreea, fiind vicepreședinte din 1981 și președinte din 1986; când organizația a fost transformată în Liga Tineretului Socialist Kim Il Sung, în 1996, a fost numit primul său secretar. În 1986, a fost de asemenea ales deputat în Adunarea Populară Supremă (SPA), membru al Prezidiului SPA și membru cu drepturi depline al Comitetului Central al WPK. În anii 1990, a condus și Asociația de Fotbal din Coreea de Nord, precum și Asociația de Taekwondo a Tineretului Coreean. A fost decorat cu titlul de Erou al RPDC în 1993. A fost înlocuit din funcția de prim-secretar al Ligii Tineretului de către Ri Il-hwan în cadrul celei de-a 14-a reuniuni plenare a comitetului central al ligii (ianuarie 1998), în mod oficial „din cauza stării sale de sănătate”. În realitate, motivul a fost faptul că în timpul unor inspecții de rutină ale partidului s-a descoperit că vindea fier vechi cumpărătorilor străini fără autorizație oficială. Se confrunta cu o posibilă execuție, dar Kim Kyong-hui⁠(d), sora liderului de atunci Kim Jong-il, a intervenit pentru a-i salva viața.
După ce a fost supus unei reeducări prin muncă, Choe a devenit director adjunct al Departamentului de Afaceri Generale din cadrul Comitetului Central al WPK, apoi secretar-șef al Comitetului Partidului din provincia Hwanghae între 2006 și 2010. În septembrie 2010, în timpul celei de-a 3-a Conferințe a Partidului Muncitorilor din Coreea, a fost promovat la gradul de general al KPA, precum și membru al Secretariatului WPK, al Comisiei Militare Centrale și membru supleant al Biroului Politic. De asemenea, a fost numit secretar pentru afaceri militare.
Choe nu a primit o atenție publică deosebită până la moartea secretarului general Kim Jong-il, în decembrie 2011. Ulterior, Choe a fost văzut ca un element-cheie în consolidarea conducerii lui Kim Jong-un. În aprilie 2012, a primit promovări importante: a fost numit vice-mareșal, membru al Prezidiului Biroului Politic al WPK, vicepreședinte al Comisiei Militare Centrale, director al Biroului Politic General al KPA și membru al Comisiei Naționale de Apărare (NDC), ocupând în mare parte pozițiile rămase vacante după moartea lui Jo Myong-rok⁠(d) și acționând ca intermediar al puterii pentru Kim Jong Un.
Choe, considerat un protejat al lui Jang Song-thaek⁠(d), este văzut ca parte a unui plan al lui Kim Jong Un de a restabili controlul partidului asupra armatei, după ce acesta fusese slăbit de Kim Jong Il și politica sa de „armata pe primul loc” (Military First Policy), în special după demiterea vice-mareșalului Ri Yong-ho. De fapt, Choe nu are un background militar solid și pare să susțină utilizarea soldaților pentru construirea de facilități civile. Potrivit publicației Chosun Ilbo, o sursă diplomatică a declarat că Choe numește membri ai Ligii Tineretului Socialist în funcții militare-cheie și „a preluat controlul asupra mai multor afaceri gestionate de armată, pierzând astfel încrederea și loialitatea trupelor”. Inspecțiile efectuate de Choe sunt singurele, în afară de cele ale lui Kim Jong Un și ale premierului, care sunt relatate la nivel național de presa de stat.
Până în decembrie 2012, Choe a fost retrogradat din funcția de vice-mareșal la cea de general, fiind menționat ca general al KPA la o reuniune națională care marca prima aniversare a morții lui Kim Jong Il, pe 16 decembrie, precum și la ceremonia inaugurală a Palatului Soarelui Kumsusan, deși purta însemnele de vice-mareșal al KPA la mitingul de celebrare a lansării reușite a satelitului Kwangmyŏngsŏng-3 Unitatea 2, pe 14 decembrie. Aceasta ar fi coincis cu retrogradarea lui Hyon Yong-chol la același rang și cu înlăturarea lui Kim Jong-gak din funcția de ministru al apărării și ar putea reprezenta o consecință a nemulțumirii tot mai mari a armatei față de mandatul lui Choe. Choe a fost văzut purtând din nou, inexplicabil, însemnele de vice-mareșal la o reuniune din februarie 2013 și a devenit emisar special al lui Kim Jong Un pentru partenerul strategic China.
Choe a fost numit vicepreședinte de rangul întâi al Comisiei Naționale de Apărare (NDC) în aprilie 2014, ceea ce părea să-i întărească poziția de al doilea om în stat, însă a fost înlocuit de nou-numitul vice-mareșal Hwang Pyong-so⁠(d) în funcția de șef al biroului politic al KPA, și a fost oficial demis din NDC după doar cinci luni, ceea ce a marcat sfârșitul implicării sale în afacerile militare. Agenția de presă nord-coreeană a raportat ulterior că era secretar al partidului responsabil cu organizațiile muncitorești și președinte al Comisiei de Ghidare pentru Cultură Fizică și Sport de Stat, funcție deținută anterior de Jang Song-thaek, iar apoi a făcut parte dintr-o delegație în Coreea de Sud pentru a participa la ceremonia de închidere a Jocurilor Asiatice. De asemenea, a fost reintegrat în Prezidiu la sfârșitul lunii octombrie, dar în februarie anul următor a fost din nou retrogradat, deși a rămas membru de rang înalt al Biroului Politic. Potrivit unor relatări, aroganța și reputația negativă în rândul elitelor ar fi fost motivele care au dus la această retrogradare. Totuși, a fost reales ca membru al Prezidiului la al 7-lea Congres al Partidului, în mai 2016.
În noiembrie 2014, Choe a înmânat o scrisoare din partea lui Kim Jong Un președintelui rus Vladimir Putin.
Al doilea fiu al lui Choe, Choe Song, ar fi fost raportat în ianuarie 2015 ca s-ar fi căsătorit cu sora mai mică a lui Kim Jong Un, Kim Yo-jong, la sfârșitul anului 2014.
În 2017, Choe a fost numit în Comisia Militară Centrală a partidului.
În octombrie 2017, a fost numit director al Departamentului de Organizare și Ghidare (OGD). Înaintea numirii sale, OGD fusese condus mult timp, fie formal, fie informal, de membri ai familiei Kim. Predecesorul său direct fusese Kim Jong Un.
În aprilie 2019, a devenit președintele Prezidiului Adunării Supreme a Poporului.

## Sancțiuni
În decembrie 2018, Departamentul de Stat al Statelor Unite ale Americii și Oficiul pentru Controlul Activelor Străine au impus sancțiuni împotriva lui Choe și a altor doi oficiali nord-coreeni pentru suspiciuni de abuzuri asupra drepturilor omului și activități de cenzură sponsorizate de stat.

## Viață personală
Choe are doi fii și o fiică.